# Nectophrynoides frontierei
Nectophrynoides frontierei là một loài cóc trong họ Bufonidae. Chúng là loài đặc hữu của miền đông Arc Mountains của Tanzania và được khám phá in Amani Nature Reserve withtrong East Usambara Mountains. Nó được đặt tên theo Frontier, an organisation carrying out scientific research trong area.
Các môi trường sống tự nhiên của chúng là các khu rừng ẩm ướt đất thấp nhiệt đới hoặc cận nhiệt đới và các khu rừng vùng núi ẩm nhiệt đới hoặc cận nhiệt đới. Loài này đang bị đe dọa do mất nơi sống.